# Pucciniaceae
Svampefamilien Pucciniaceae rummer en del af de rustsvampe, der fremkalder sygdomme hos planter. Det er svampe med op til fem forskellige sporetyper og ofte med tvunget skifte mellem to forskellige værtplanter.
| Slægter |

- Cumminsiella
- Endophyllum
- Frommea
- Gymnoconia
- Gymnosporangium
- Kuehneola
- Miyagia
- Nyssopsora
- Ochrospora
- Phragmidium
- Puccinia
- Trachyspora
- Tranzschelia
- Triphragmium
- Uromyces
- Xenodochus